# Arundinella
Arundinella là một chi thực vật trong họ Hoà thảo (Poaceae) phân bố rộng rãi, thường gặp ở vùng nhiệt đới và cận nhiệt đới.
Loài
- Arundinella barbinodis - Trung Quốc
- Arundinella bengalensis - Trung Quốc, Himalaya, bán đảo Đông Dương
- Arundinella berteroniana - từ México + Tây Ấn tới Argentina
- Arundinella birmanica - Himalaya, bán đảo Đông Dương
- Arundinella blephariphylla - Sri Lanka
- Arundinella cannanorica - Ấn Độ
- Arundinella ciliata - Ấn Độ (gồm cả quần đảo Andaman & Nicobar), Myanmar
- Arundinella cochinchinensis - Trung Quốc, Thái Lan, Việt Nam
- Arundinella dagana - Bhutan
- Arundinella decempedalis - Vân Nam, Himalaya, Myanmar
- Arundinella deppeana - México, Trung Mỹ, Cuba, São Paulo
- Arundinella flavida - Quảng Tây, Quý Châu, Việt Nam
- Arundinella fluviatilis - Trung Quốc
- Arundinella furva - New Guinea
- Arundinella goeringii - Philippines, Indonesia
- Arundinella grandiflora - Vân Nam
- Arundinella grevillensis - Queensland
- Arundinella hirta - Nga, Trung Quốc, Mông Cổ, Nhật Bản, bán đảo Triều Tiên, Việt Nam, Myanmar
- Arundinella hispida - from México + Tây Ấn to Uruguay
- Arundinella holcoides - Myanmar, Thái Lan, Philippines, quần đảo Sunda nhỏ
- Arundinella hookeri - Nepal, Sikkim, Bhutan, Assam, quần đảo Andaman, Myanmar, Trung Quốc
- Arundinella intricata - Tây Tạng, Assam, Bhutan
- Arundinella kerrii - Thái Lan
- Arundinella khasiana - Vân Nam, Assam, Bhutan, Myanmar
- Arundinella kokutensis - Thái Lan
- Arundinella laxiflora - Sri Lanka
- Arundinella leptochloa - Ấn Độ, Sri Lanka
- Arundinella longispicata - Vân Nam
- Arundinella mesophylla - Tamil Nadu
- Arundinella metzii - Ấn Độ, Pakistan
- Arundinella montana - Queensland
- Arundinella nepalensis - châu Phi, trên một vùng trải dài từ Oman đến Trung Quốc + Philippines
- Arundinella nervosa - Ấn Độ
- Arundinella nodosa - Vân Nam
- Arundinella parviflora - Vân Nam
- Arundinella pubescens - Đài Loan, Philippines, quần đảo Sunda nhỏ, New Guinea
- Arundinella pumila - Tây Phi, Ethiopia, tiểu lục địa Ấn Độ, Laos, Myanmar, Indonesia
- Arundinella purpurea - tiểu lục địa Ấn Độ, Myanmar, Indonesia
- Arundinella rupestris - Trung Quốc, Thái Lan, Việt Nam
- Arundinella setosa - tiểu lục địa Ấn Độ, Trung Quốc, Đông Nam Á, New Guinea
- Arundinella spicata - Ấn Độ
- Arundinella thwaitesii - Sri Lanka
- Arundinella tricholepis - Vân Nam
- Arundinella tuberculata - Ấn Độ
- Arundinella vaginata - Ấn Độ
- Arundinella villosa - Ấn Độ, Sri Lanka
- Arundinella yunnanensis - Tây Tạng, Vân Nam

trước đây nằm trong Arundinella
xem Alloteropsis Danthoniopsis Dilophotriche Jansenella Loudetia Trichopteryx
- Arundinella avenacea - Jansenella griffithiana
- Arundinella campbelliana - Jansenella griffithiana
- Arundinella chevalieri - Danthoniopsis chevalieri
- Arundinella elegantula - Trichopteryx elegantula
- Arundinella flammida - Loudetia flammida
- Arundinella funaensis - Trichopteryx dregeana
- Arundinella griffithiana - Jansenella griffithiana
- Arundinella hildebrandtii - Loudetia simplex
- Arundinella hordeiformis - Loudetia hordeiformis
- Arundinella kunu - Trichopteryx dregeana
- Arundinella marungensis - Trichopteryx marungensis
- Arundinella schultzii - Alloteropsis semialata
- Arundinella simplex - Loudetia simplex
- Arundinella stipoides - Loudetia simplex
- Arundinella togoensis - Loudetia togoensis
- Arundinella tristachyoides - Dilophotriche tristachyoides